# ريتشارد هاغ
ريتشارد هاغ (بالإنجليزية: Richard Haag)‏ هو مهندس المناظر الطبيعية أمريكي، ولد في 23 أكتوبر 1923، وتوفي في 9 مايو 2018.